# Liste der Bodendenkmäler in Monschau
Die Liste der Bodendenkmäler in Monschau enthält die denkmalgeschützten unterirdischen baulichen Anlagen, Reste oberirdischer baulicher Anlagen, Zeugnisse tierischen und pflanzlichen Lebens und paläontologischen Reste auf dem Gebiet der Stadt Monschau in der Städteregion Aachen in Nordrhein-Westfalen (Stand: September 2020). Diese Bodendenkmäler sind in Teil B der Denkmalliste der Stadt Monschau eingetragen; Grundlage für die Aufnahme ist das Denkmalschutzgesetz Nordrhein-Westfalen (DSchG NRW).
| Bild                                             | Bezeichnung                                      | Lage                                    | Beschreibung | Bauzeit | Eingetragen seit | Denkmal- nummer |
| ------------------------------------------------ | ------------------------------------------------ | --------------------------------------- | ------------ | ------- | ---------------- | --------------- |
| BW                                               | PAK-Garage                                       | Konzen Trierer Str. 62 Karte            |              |         | 15.03.1994       | 1               |
| PAK-Unterstellraum der ehemaligen Westwallanlage | PAK-Unterstellraum der ehemaligen Westwallanlage | Monschau Mühlenhelder Weg / B 258 Karte |              |         | 02.03.1995       | 2               |
| BW                                               | MG-Bunker der ehemaligen Westwallanlage          | Monschau Gräfgesweg 13 Karte            |              |         | 06.03.1995       | 3               |
|                                                  | Wüstung Lauscheid                                | Monschau Gut Lauscherbüchel             |              |         | 14.10.2004       | 4               |
| ehemalige Tuchfabrik Offermanns                  | ehemalige Tuchfabrik Offermanns                  | Imgenbroich Grünental                   |              |         | 26.11.2015       | 5               |